# Luffia roboricolella
Luffia roboricolella är en fjärilsart som beskrevs av Birchall 1866. Luffia roboricolella ingår i släktet Luffia och familjen säckspinnare. Inga underarter finns listade i Catalogue of Life.